# Рембово (Вармінсько-Мазурське воєводство)
Рембово (пол. Rembowo) — село в Польщі, у гміні Яново Нідзицького повіту Вармінсько-Мазурського воєводства.
Населення — 26 осіб (2011).
У 1975-1998 роках село належало до Ольштинського воєводства.

## Демографія
Демографічна структура станом на 31 березня 2011 року:
|          | Загалом | Допрацездатний вік | Працездатний вік | Постпрацездатний вік |
| -------- | ------- | ------------------ | ---------------- | -------------------- |
| Чоловіки | 14      | 2                  | 11               | 1                    |
| Жінки    | 12      | 3                  | 7                | 2                    |
| Разом    | 26      | 5                  | 18               | 3                    |